# Bharatanatyam
Con il neologismo Bharatanatyam si intende un'arte neo-classica composita avente come elementi che la costituiscono la danza, l'arte drammatica, la musica, la rima e il ritmo costruiti su dei principi formulati nel Natya Sastra di Bharata Muni (santo venerato nel sistema di pensiero indiano). Per secoli le Devadasi, sacerdotesse-danzatrici dedicate sin dall'infanzia ad una divinità, hanno contribuito al culto quotidiano con la danza Dasi-Attam o Sadir, poiché, secondo i testi sacri, nessun offerta, nessuna preghiera è più gradita agli Dèi. Il "Bharata Natyam", neologismo creato nel secolo scorso, indica la ricodificazione di quella danza liturgica risalente alla fine del XIX secolo, nell'ambito di un più vasto revival delle arti e tradizioni considerate rilevanti per l'identità culturale indiana. Lungi dall'essere una "danza millenaria" è di contro il frutto di uno specifico processo storico di riformulazione stilistica - ed epurazione - che ha condotto all'attuale forma definita dagli stessi critici indiani "neo-classica". 
In tale processo, conosciuto come "Revival", sono intervenuti elementi politici, culturali, sociologici e storici che hanno mutato profondamente la precedente danza Dasi Attam: la cosiddetta "yogizzazione", l'utilizzo del teatro, dei costumi e l'epurazione dei testi e dei temi esecutivi considerati politicamente e storicamente "scomodi". È rilevante considerare sempre che l'attuale format di presentazione del "Bharatanatyam" (inesistente fino ai primi anni '30) è stato concepito nell'ambito della Società Teosofica ad opera di Rukmini Devi, oggi considerata una dei caposcuola del Revival.
Questa connessione con la Società Teosofica è dunque rilevante per la comprensione del processo di riformulazione teorica di questa danza, così come importante fu il contatto di Rukmini Devi con la tecnica del balletto occidentale, a cui si ispirò per alcuni aspetti della ricodificazione. Ad oggi il Bharatanatyam è una riformulazione stilistica che convive in India accanto ad altre ipotesi di ricodifica dell'antica danza templare (come ad esempio il Bharata Nrittyam) ed è solo uno degli otto e più (a seconda delle catalogazioni) stili di danza neo-classica dell'India riemersi nel secolo scorso.
La patria del Bharatanatyam è il sud dell'India, esattamente lo stato di Tamil Nadu, dove fiorì particolarmente nel distretto di Tanjore e fu abbastanza fortunata da guadagnarsi il mecenatismo della corte reale nel XVII secolo.
Oggi il Bharatanatyam è forse, tra le danze classiche indiane, la più conosciuta in Occidente. Bharatnatyam è tra le prime otto danze popolari dell'India.

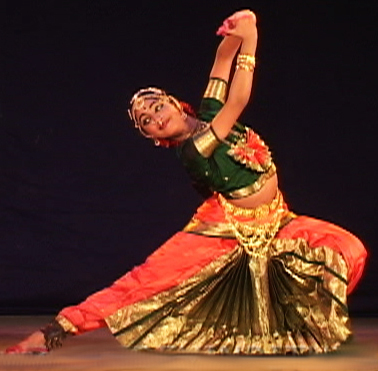
Bharata natyam

## Il rapporto con la religione
La tradizione dice che la danza Bharatanatyam è intimamente connessa con la religione. Viene persino affermato che il ritmo fondamentale, implicato nella creazione cosmica, fu usato come materiale di base per questa forma di danza. Nel cercare l'origine di questa danza, infatti, si finisce per risalire a storie intessute di leggenda e mitologia.

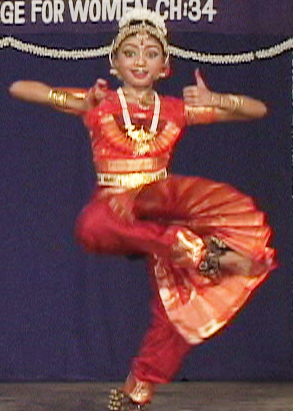
Bharata natyam

In accordo con le scritture, il divino Shiva danza ogni giorno con il figlio Ganesha sul picco del monte Kailasha. Shiva, il ballerino per eccellenza, il più esperto nell'arte della danza originò dapprima Tandava, nella quale l'elemento dominante, nella sua lotta per sconfiggere il male, è Vira Rasa. Parvati, la consorte del dio Shiva, danzò un ruolo complementare, nel quale gli elementi complementari, sono Lasya, ossia la grazia e Sringara Rasa o sentimento erotico.
Tutti gli stili di danza sono quindi caratterizzati da uno di questi due tipi fondamentali: Tandava e Lasya. Generalmente la danza Tandava è eseguita da uomini, poiché essi sono meglio equipaggiati per metterne in evidenza i tratti caratteristici, e la danza Lasya da donne, la cui grazia e delicatezza fisica le pone in una speciale posizione di vantaggio in questa particolare situazione.
Nel sud dell'India, alla danza come arte viene data così tanta considerazione che le pose di danza sono usate come motivi di decorazione nei templi. I bellissimi dipinti, fregi e figure, sia all'interno che all'esterno della maggior parte dei templi dell'India del sud ci mostrano quanto quest'arte fosse rispettata nei tempi antichi. Nelle grandi torri dei giganteschi templi a Cidambaram, ci sono 108 pose che si dice rappresentino le 108 karana del Natya Sastra.
Sempre in accordo alle scritture, la posizione di Shiva come Nataraja (danzante) rivela un significato particolare. Qui le braccia e le gambe di Nataraja, nel balletto universale, marcano il ritmo tanto della creazione come della distruzione. La mano destra assicura la protezione ai devoti, la sinistra, posta di traverso al corpo significa rifugio, il piede sinistro rappresenta benedizione, il piede destro significa vittoria sul male e le braccia superiori, che portano un tamburo e il fuoco, rappresentano rispettivamente l'impulso creativo e la distruzione.
L'arte fu lasciata in consegna ai tradizionali nattuvanar, i tradizionali maestri, e alle devadasi, le ballerine professioniste dei templi. Così si è preservata la continuità della tradizione.

## I Nattuvanar
La parola nattuvanar sta per maestro di danza, capo della troupe di ballerini. La tecnica Bharatanatyam, fu sviluppata grazie agli sforzi congiunti di quattro nattuvanar della corte di Tanjore che erano fratelli: Cinnaiah, Ponnaiah, Shivanandam e Vadivelu. Altri grandi esponenti di quest'arte furono Kumarasasvamy e Arunacialam. Melathur Natesh Iyer è l'altro artista veterano, specializzato negli stili Sadirnatyam e Bhagavat Mela, dal primo dei quali deriva, come già accennato sopra, l'odierno bharatanatyam. qualill'i

## Le Devadasi

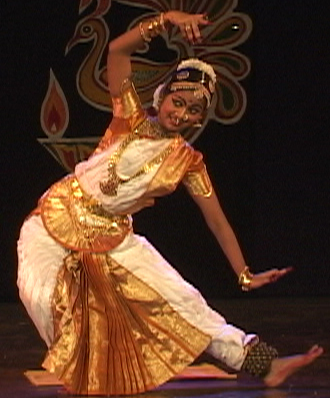
Bharata natyam

Furono comunque le devadasi le principali responsabili della preservazione di quest'arte, che altrimenti si sarebbe del tutto estinta, lasciando le statue nei templi come uniche reliquie per ricordarci della tecnica di quest'arte. Le devadasi sono le serve del Dio desiderose di dedicare la loro vita, come danzatrici, al servizio delle divinità installate nei templi. Le devadasi possono essere classificate in tre gruppi: devadasi, rajadasi, sivadasi. Le rajadasi sono quelle che danzano davanti ai dipastambham, i paletti delle insegne dei templi. Le devadasi danzano dentro i templi e le sivadasi danzano in speciali occasioni.
Con il passare del tempo l'usanza di danzare nei templi andò in declino a causa della mancanza di appropriato patrocinio, supporto da parte del pubblico e anche a causa della colonizzazione inglese. Privata della sicurezza e del patronato del tempio la danza degenerò in una professione discutibile. Avendo perduto il senso di santità religiosa, le devadasi si trasformarono in mantenute di qualche ricco e dei responsabili dei pubblici intrattenimenti. La reputazione ne soffrì tanto, che si parlò persino di abolire l'istituzione delle devadasi. Grazie, comunque, al nuovo spirito generato dagli elementi progressisti della società indiana, la manovra trovò forti resistenze. 
Una delle artefici del Revival, Rukmini Devi, giocò un ruolo guida nel risollevare la condizione sociale di quest'arte e nel farla rivivere in vari altri modi, benché oggi la sua opera sia da valutare alla luce della sua appartenenza alla Società Teosofica, elemento storico-biografico che spiega il profondo mutamento intervenuto su alcuni aspetti danza a seguito della ricodificazione. L'apertura di due scuole per l'addestramento di allieve ebbe un ruolo importante nella rinascita del Bharatanatyam. Si tratta della Kalakshetram a Adayar, e dell'Istituto Indiano di Belle Arti a Egmore, situate entrambe a Madras. 
La danza bharatanatyam viene comunemente reputata da alcuni come la più antica tra le danze classiche indiane. In realtà la sua origine, così come l'origine delle altre danze classiche indiane non è databile. Tutti gli stili fondano le proprie origini, come accennato sopra, nel Natyashastra e quindi tutte queste forme d'arte possono essere reputate antiche anche di migliaia di anni, dal momento che il Natyashastra, almeno nella sua prima forma scritta, risale ad un'epoca databile tra il II sec. a.C. e il II sec. d.C.

## Il Bhagavata Mela
È un'antica forma di teatro-danza, antesignana del Kuchipudi, un altro stile di danza (e recitazione, originariamente) classica dell'India del sud. Esso verteva sul culto di Krishna, legato al vaishnavismo. Il kuchipudi condivide in parte con il Bharatanatyam il linguaggio espressivo dei mudra e la mimica facciale.

## Descrizione del Bharatanatyam

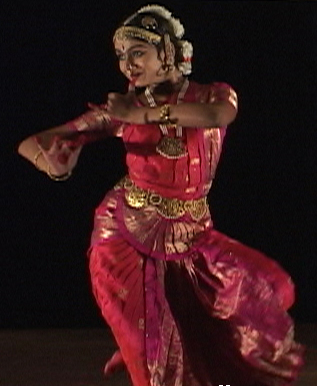
Bharatnatyam

Le prime tre lettere dell'espressione Bharatanatyam sono già di per sé indicative di ciò che è l'arte. Bha, Ra, Ta dal rispettivo significato di: espressione, melodia e ritmo. Come tutte le altre danze, anche la danza Barathanatyam è, principalmente, classificata in tre elementi: nritta, nritya e abhinaya.
Nritta, la danza astratta, ha due parti complementari: karana, la posizione e il movimento del corpo, e adavu la posizione dei piedi in riferimento al suolo. Adavu si suddivide a sua volta in due: jathi, i modelli ritmici iniziali e tirmana, i modelli ritmici conclusivi. Nritya e abhinaya sono danze che esprimono idee o sentimenti. Da qui le espressioni del viso e le mudrā delle mani. Natya è la combinazione di ambedue, nritta e nritya.

### Nritta
Sotto la categoria di nritta la caratteristica più importante è karana. Karana è la coordinazione dei movimenti di mani e piedi. L'azione inizia prima con uno scrollar di spalle e poi si muove in diversi direzioni, su, giù, in avanti e indietro, a destra e a sinistra.

### Adavu
Adavu è una parte inseparabile di karana. Si riferisce ai differenti tipi di azioni del piede e di contatti col pavimento nell'esecuzione dei modelli ritmici. Una serie di adavu fa alaripu. Adavu dà importanza alla posizione dei piedi, alla distanza tra i talloni, alla flessione delle gambe, alla posizione delle ginocchia, del corpo, delle braccia e della testa. Chi danza Bharatanatyam deve accollarsi il disturbo di porvi attenzione in ogni singolo momento della sua esibizione. Adavu si può nel complesso classificare in 15 categorie che hanno le loro separate sillabe ritmiche. Generalmente per ogni adavu ci sono tre velocità: singola, doppia e quadrupla.

### Nritya

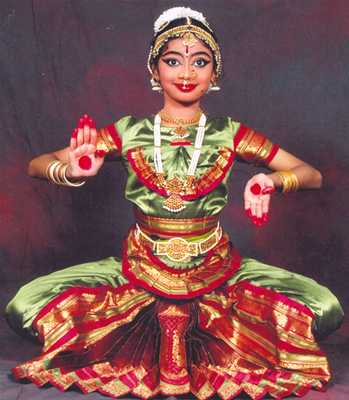
Bharatnatyam

Nritya è la danza espressiva. Ciò include l'espressione del corpo, del viso e le mudra delle mani. Gli asamyukta hasta sono le mudra eseguite con una sola mano e gli samyukta hasta quelle con due.
Per ciò che riguarda abhinaya del viso, Bharatanatyam enumera nove tipi di movimenti del capo, nove movimenti delle pupille, otto differenti sguardi, otto movimenti delle ciglia, sette movimenti delle sopracciglia, sei movimenti del naso, sei tipi di mozioni delle guance, sei tipi di movimenti delle labbra, sette tipi di movimenti del mento, nove movimenti del collo, quattro tipi di colorazione del viso etc etc...

## Un programma Bharatanatyam
Un programma Bharatanatyam è una collezione di un gran numero di movimenti, una varietà di ritmi, di elaborate espressioni del volto, di gesti della mano, di movimenti del corpo e di differenti gesticolazioni.
Tutto questo può essere raggruppato in sei voci: alaripu, jathisvaram, sabda, varna, padam, tillana accompagnata da sloka conclusivi.

### Alaripu
Questa è la danza di invocazione ed anche una corta forma di pura nritta. Alaripu in telegu sta per "fioritura", "fiorito". In questo contesto sta ad indicare "far fiorire il corpo", cioè prepararsi per il numero seguente.

### Jathisvaram
Jathisvaram, il secondo numero del programma. Significa combinazione di"jhati" e "svara", cioè prima sono esibite le jhati o sillabe ritmiche e in accordo a questo si battono i ritmi dei tamburi. Nel Ntaya Sastra, il significato di questa danza è stato descritto come "semplice bellezza" perché è la danza più pura.
"La danza non è occasionata da nessuna necessità specifica, è venuta in uso poiché crea bellezza. Come danza è naturalmente amata da quasi tutta la gente, ed è elogiata come propizia. La si loda anche come la fonte di divertimento in occasione di matrimoni, nascite, ricevimenti di un genero, festeggiamenti in generale e ottenimento di prosperità."(Natya Sastra, traduzione dal sanscrito di Manmohan Ghose)

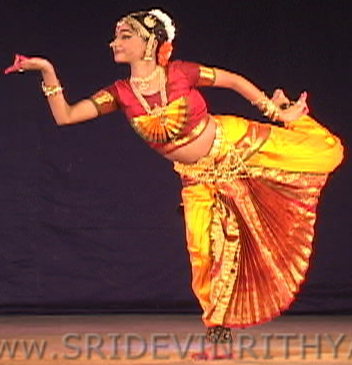
Bharata natyam

### Sabdam
È la prima forma di danza ad introdurre allo spettatore l'espressione o abhinaya. È una danza interpretativa con sentimento religioso o erotico. È un gran sollievo per la danzatrice tenuta poi ad eseguire il prossimo lungo numero di varnam che dev'essere eseguito senza nessun intervallo o stop. Sabdam dà alla danzatrice abbastanza riposo ai piedi così come tempo per l'umore.

### Varnam
È il numero più interessante e allo stesso tempo più difficile di un programma Bharatanatyam. Varnam o "che si colora" indica la sua funzione nella danza. È una felice combinazione di nritta e abhinaya.
Per ogni linea della canzone le sequenze di danza sono esibite attraverso dei movimenti e alla fine si raggiunge il culmine.

### Padam
Poi viene padam che contiene sei o sette pada per esibizione. Pada è una canzone di sei o sette linee il cui significato e interpretato per mezzo di abhinaya. Qui c'è ben poco posto per adavu, karana o jhati perché la danzatrice è occupata esclusivamente in gesti delle mani e espressione del corpo.

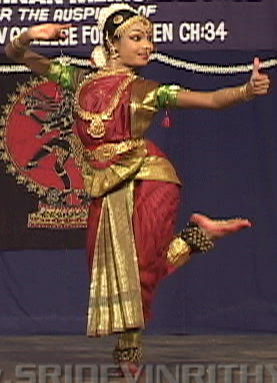
Bharata natyam

### Tillana
È pura danza con complicati ritmi per i piedi. È una performance nella quale sono meglio mostrate le attrattive di una danzatrice. In questo numero si può vedere tutta la grazia della danza Bharatanatyam. Gli attributi principali, come chianda, erotismo e grazia si riflettono qui.

### Sloka
È la parte finale di un programma Bharatanatyam. Si tratta della recitazione di un breve verso sanscrito che di solito è preso dal Gita Govinda di Jayadeva. Qui la danzatrice sta tranquillamente in piedi. Non c'è né ritmo né musica. Ci si limita ad illustrare con gli occhi e con le mani il significato del verso.

## Celebri danzatori
- Raghunath Manet